# Kaldrananeshreppur
Kaldrananeshreppur är en kommun i regionen Västfjordarna på Island. Folkmängden är 109 personer (2022).